# Elsad Zverotić
Elsad Zverotić (černohorskou cyrilicí Eлcaд Звepoтић; * 31. října 1986, Berane, SFR Jugoslávie) je švýcarsko-černohorský fotbalový záložník nebo obránce aktuálně hrající za Fulham FC. Je také reprezentantem Černé Hory.

## Reprezentační kariéra

### Švýcarsko
Elsad Zverotić nastoupil za švýcarskou reprezentaci do 18 let.

### Černá Hora
Poté změnil dres a nastupoval v černohorské „jedenadvacítce“.
V A-mužstvu Černé Hory debutoval 27. 5. 2008 v Podgorici v přátelském zápase proti týmu Kazachstánu (výhra 3:0).